# Saint-Nizier-sur-Arroux
Saint-Nizier-sur-Arroux är en kommun i departementet Saône-et-Loire i regionen Bourgogne-Franche-Comté i östra Frankrike. Kommunen ligger i kantonen Mesvres som tillhör arrondissementet Autun. År 2022 hade Saint-Nizier-sur-Arroux 123 invånare.

## Befolkningsutveckling
Antalet invånare i kommunen Saint-Nizier-sur-Arroux
| Referens: INSEE |